# Pedicularis binaria
Pedicularis binaria är en snyltrotsväxtart som beskrevs av Carl Maximowicz. Pedicularis binaria ingår i släktet spiror, och familjen snyltrotsväxter. Inga underarter finns listade i Catalogue of Life.